# Anni di piombo (film 1981)
Anni di piombo (Die bleierne Zeit) è un film del 1981 diretto da Margarethe von Trotta. Il film ha vinto il Leone d'oro al miglior film alla 38ª Mostra internazionale d'arte cinematografica di Venezia.
La storia del film è ispirata alla vicenda delle sorelle Christiane e Gudrun Ensslin: Gudrun era un membro di spicco della Rote Armee Fraktion, trovata morta assieme ai suoi compagni nella prigione di sicurezza di Stammheim nel 1977.

## Trama
Marianne e Julianne, detta Jule, sono due sorelle tedesche nate alla fine della seconda guerra mondiale. Negli anni Settanta sono impegnate politicamente nell'area di Sinistra ma seguono due strade diverse. La prima, abbandonati il marito e il bambino ancora piccolo, abbraccia la strada della lotta armata, diventando la compagna del leader del gruppo terroristico tedesco Rote Armee Fraktion. La seconda, Jule, lavora per un giornale femminista, non vuole figli, convive con un uomo che la ama molto e non condivide la scelta estrema di sua sorella.
Arrestata Marianne, sua sorella va a farle visita in carcere quando può, subendo umilianti controlli, e i loro colloqui sono trascritti dagli agenti di custodia presenti. Durante il breve tempo che viene loro concesso, le due donne discutono del loro pensiero politico e ricordano la loro infanzia, difendendo le proprie scelte. Scaturisce il profilo di una Julianne adolescente ribelle e di una Marianne coccolata da suo padre, pastore luterano. La vita quotidiana di Julianne è intervallata dalle visite in carcere e i litigi con il compagno, che non tollera tanta attenzione per i detenuti e per Marianne, che a sua volta tratta la sorella con durezza, giudicando le sue posizioni troppo morbide.
Julianne ed il suo compagno sono in vacanza in Italia, quando si apprende che Marianne è stata ritrovata morta in cella. Si parla ufficialmente di suicidio ma Julianne non è convinta, così conduce imperterrita delle proprie indagini finché il suo compagno decide di abbandonarla. Finalmente sicura di avere gli elementi per poter smentire la tesi ufficiale, trova il disinteresse della stampa. Nel frattempo suo nipote, figlio della terrorista, in quegli anni in affido ad altri, sopravvive ad un'aggressione incendiaria da parte di sconosciuti, riportando serie ustioni. Julianne lo riprende con sé. Il bambino vorrebbe rinnegare sua madre ma alla fine chiede alla zia di conoscere la verità.

## Premi e riconoscimenti
- Leone d'oro al miglior film alla 38ª Mostra internazionale d'arte cinematografica di Venezia
- David di Donatello 1982: miglior regista straniero
- Seminci 1981: menzione straordinaria
- Lola al miglior film 1982

## Curiosità
- Il compagno di Jule ascolta il disco Se qualcuno ti fa morto, del cantautore politico italiano Ivan Della Mea, che inizia con Saran vint'anni nianca.
- Il titolo italiano (che sarebbe entrato nel lessico giornalistico e quotidiano a rappresentare quel periodo) è stato creato dall'Ufficio Stampa Gaumont Italia (composto da Alessandro Silvestri, Raffaele Striano, Rita Nobile, Nicoletta Billi).

## Inesattezze storiche
- Felix Ensslin, scrittore e drammaturgo, nonché figlio della terrorista Gudrun Ensslin, secondo l'opinione comune all'epoca del film avrebbe subito una vile aggressione da parte di sconosciuti, che gli avrebbero sfigurato il viso con del vetriolo. In un'intervista effettuata negli anni Duemila, parla di un incidente occorso in una cava durante una ricerca di fossili, dove egli sarebbe stato investito accidentalmente da dell'acido cloridrico. Ensslin inizialmente aveva temuto che la disgrazia fosse stata procurata deliberatamente da terzi.[1]